# Nevermind (film)
Nevermind è un film a episodi del 2018 diretto da Eros Puglielli. Ha per protagonisti Paolo Sassanelli, Giulia Michelini, Massimo Poggio e Andrea Sartoretti.

## Trama
Le vite di cinque persone vengono stravolte da accadimenti sconcertanti e paradossali.

### Prologo
Paolo, stimato psicologo, conduce una volta alla settimana su Radio Rock una trasmissione in cui i pazienti espongono i loro drammi. Finita la trasmissione, Paolo fa per andarsene ma prima prende un bombolone al cioccolato. Andando verso la macchina, l'uomo viene investito da un carro attrezzi il cui conducente, invece di aiutarlo, rimonta sul veicolo e riparte a tutta velocità. Con le poche forze che gli rimangono, Paolo cerca di riprendersi il bombolone.

### I - Il ravanatore
Aldo è un avvocato molto conosciuto nella Capitale, ha una lista di clienti importanti (tra cui un cardinale a cui deve consegnare un importantissimo documento) ed un team molto attento e soprattutto fissato con la pulizia. Tutto perché il suo team sa il segreto di Aldo: l'avvocato, infatti, si rinchiude nel suo studio e si infila ogni oggetto che gli capiti a tiro dentro le mutande per poi ritirarlo fuori. Un giorno Clizia, la sua assistente, gli comunica che deve andare via prima perché ha una visita dentistica. Nello studio dentistico, il dottor Toscani le spiega che l'intervento per l'installazione del suo apparecchio dentario sarebbe stata cancellata perché i brackets e il filo di ferro erano spariti, se non fosse che qualcuno li aveva poi ritrovati. E quel qualcuno è proprio Aldo.

### II - Babysitter
Il dottor Toscani riceve una chiamata dall'agenzia: è stata trovata una babysitter per il figlio un po' particolare. La babysitter si chiama Giulia, convive col suo fidanzato titolare di una piccola azienda, ed ha un grande bisogno del lavoro anche perché l'azienda sta andando quasi in rovina. La ragazza si presenta al colloquio con la gelida moglie di Toscani, che le dice che deve prendersi cura di loro figlio Mattia, di 8 anni, prenderlo e portarlo da scuola e fargli da mangiare. Giulia però è sorpresa perché non sa nemmeno come sia fatto il bimbo. Vuole fare però buon viso a cattivo gioco e prepara da mangiare, mentre un robot pulitore gira per la casa.
Finito l'orario di lavoro, il dottor Toscani decide di premiarla per il buon lavoro svolto. Quella sera, Giulia confessa al fidanzato che ha paura a tornare lì anche perché sospetta che il bambino non esista nemmeno. Massimo, il suo fidanzato, le dice di rifare le stesse identiche cose che Giulia ha fatto. Giulia segue il suo consiglio e il giorno dopo rifà le stesse cose che ha fatto, in compagnia del robot pulitore. A fine giornata, il dottor Toscani le elargisce addirittura un bonus per delle imprecisate prestazioni.
Quella sera Giulia e Daniele festeggiano a base di sushi e sognano un po' di stabilità economica. Il giorno dopo però Giulia commette un'imprudenza: durante la sua routine quotidiana, si ferma a parlare dei signori Toscani con la vicina di casa mezza matta, che la invita ad entrare e a prendere un tè. Qui Giulia, chiedendo informazioni, si sorbisce una strampalata storia di adozioni che, poi, non era nemmeno dei signori Toscani. Resasi conto di aver fatto tardi, torna in fretta a casa per scoprire che i signori Toscani sono già arrivati e le dicono che il loro Mattia ha riferito loro che Giulia lo ha schiaffeggiato. Quando Giulia dice che non ha mai visto il bambino, i signori Toscani la scacciano in malo modo.

### III - Ziopadre
Nel frattempo, Paolo è tornato a casa dopo un breve periodo in ospedale per l'incidente col carro attrezzi, ma l'incidente ha cambiato molto la sua psiche: al lavoro non è più concentrato come un tempo, sul suo taccuino disegna simboli fallici e non ascolta i clienti. Un uomo, azionista di maggioranza dell'azienda di Massimo e che potrebbe salvarlo, gli chiede un consiglio se deve cedere il suo pacchetto o meno. Paolo gli risponde "Non lo faccia!", ma era una frase che aveva sentito in un film. L'azionista allora non vende e per l'azienda di Massimo sembra arrivato il fallimento, ma il ragazzo ha un piano: andare nella sua città natale al Nord per chiedere i soldi a Gualtiero, un vecchio amico d'infanzia che ha fatto fortuna con i derivati del maiale.
Gualtiero, che lo accoglie felicemente, gli confessa di abitare ancora con sua sorella, vecchia fiamma di Massimo, e che aspetta un figlio da lei. Dopo avergli spiegato la situazione, Gualtiero prende una decisione: presterà i soldi che servono a Massimo, a patto che lui si prenda cura della sua anziana madre. Massimo riceve una telefonata: il suo socio lo avvisa che la Guardia di finanza sta venendo a prenderlo. Per evitare guai, Massimo fa quello che gli sembra più giusto: sposerà l'anziana madre di Gualtiero.

### IV - Non posso vederlo
Dopo la sua trasmissione a Radio Rock, Paolo fa per tornare a casa. Quando il parcheggiatore lo vede, gli ricorda che lui è venuto in macchina e che il veicolo è lì fermo da una settimana. Appena l'uomo va verso la macchina, scopre che non ha più il motore. Fortunatamente per lui, passa un carro attrezzi che lo porta verso il più vicino meccanico. Paolo però, come vede il conducente, ha come un flash di memoria ma quando sta per ricordare tutto, gli scoppia una vena e perde i sensi. Ne approfitta il conducente per lasciarlo esanime a terra con la macchina aperta simulando un tentativo di rapina.
Paolo finisce in coma. Al suo capezzale arriva Valerio, un suo paziente. Qui trova un altro psicologo amico di Paolo, che si offre per continuare la terapia che Paolo stava praticando: Valerio gli spiega che sta frequentando un corso di cucina e che da qualche mese non si sente più a suo agio a causa del nuovo arrivato, Beppe, che è una sorta di celebrità per aver partecipato al reality show culinario Il Trono di Spiedi (una grottesca parodia di MasterChef. Gli spiega che l'uomo si dimostra accogliente e comprensivo, e Valerio gli confessa di essere innamorato di Susanna, la sua compagna di corso. Beppe però ne approfitta per provarci lui e farsi bello agli occhi di Susanna. Lo psicologo allora gli consiglia un metodo sperimentale russo, ovvero la Cancellazione: ignorare totalmente la persona odiata al punto da farla scomparire.
Il sistema riesce e Valerio diventa più sicuro di sé e riesce ad uscire con Susanna, ma alla prova finale per diventare aiuto-cuoco in Vaticano, in cui il cardinale del primo episodio chiede di replicare il menù del Concilio di Trento, Valerio viene affiancato a Beppe. L'uomo si trova in grossa difficoltà dal momento che ora Beppe per lui è invisibile e inudibile e quindi non riesce a lavorare come vorrebbe. Disperato, chiama lo psicologo per chiedere se il metodo è reversibile. Il luminare gli risponde che non solo è irreversibile, ma che si attaccherà ad ogni persona per cui Valerio sentirà ostilità. Dopo aver litigato coi compagni di corso, Valerio scappa in una città popolata per lui da uomini invisibili.

### Epilogo
Paolo esce finalmente dal coma e i medici possono dichiarare che il suo caso è un miracolo. Tornando a casa, l'uomo passa per un mercato e vede Valerio, che si è ridotto a vivere come un barbone. Chiamandolo, Valerio si gira e stringe Paolo forte perché è l'unico uomo che riesce a vedere.
Paolo però non può godere di quel momento in quanto investito nuovamente dal carro attrezzi che si mischia tra le varie auto della città.

## Produzione
È prodotto da Daniele e Fabio Tomassetti per Déjà Vu Production e co-prodotto da Gianluca Curti per Minvera Pictures Groups e Antonio Muoio, Danilo Acitorio, Eros Puglielli Riccardo Mancini per Monkey King Pictures.

## Distribuzione
Il film è presentato in anteprima alla Festa del Cinema di Roma nella sezione di Alice nella Città il 27 ottobre 2018 all'Auditorium Parco della Musica di Roma. La pellicola è uscita nelle sale cinematografiche il 1º agosto 2019.

## Promozione
Il 18 ottobre 2018 è stato diffuso online tramite i social network il Trailer ufficiale del film.

## Riconoscimenti
- 2018 - Fantafestival[7]
  - Premio del Pubblico